# Wolf (film 2021)
Wolf è un film del 2021 diretto da Nathalie Biancheri.

## Trama
Il giovane Jacob soffre di licantropia clinica ed è convinto di essere un lupo. Dopo aver aggredito il fratello, Jacob viene rinchiuso in un ospedale psichiatrico, dove diventa amico della misteriosa Cecile, convinta di essere un gatto selvatico. Dopo aver visto i metodi brutali usati dal primario, il dottor Mann, Jacob aggredisce un altro paziente e viene rinchiuso in una gabbia e imbavagliato. Durante la notte riceve la visita di Cecile, con cui ha un rapporto sessuale. I due vengono sorpresi dalla dottoressa Angeli e Jacob viene torturato con un pungolo per bestiame. L'ennesimo sopruso scatena l'ira dei pazienti, che si ribellano contro i medici. Mentre impazza la rivolta, Cecile libera Jacob e il giovane fugge nella foresta per vivere in libertà come un lupo.

## Produzione
Inizialmente previste per l'aprile 2020, le riprese sono state posticipate a causa della pandemia di COVID-19 e si sono svolte in Irlanda tra l'agosto e l'ottobre 2020.

## Distribuzione
Il film è strato proiettato in anteprima il 17 settembre 2021 in occasione del Toronto International Film Festival e successivamente è stato distribuito nelle sale statunitensi dal 3 dicembre dello stesso anno.